# Fumiko Okuno
Fumiko Okuno (奥野 史子?, Okuno Fumiko; Kyoto, 14 aprile 1972) è una sincronetta giapponese, vincitrice di due medaglie di bronzo ai Giochi olimpici di Barcellona 1992.

## Palmarès
| Anno | Manifestazione  | Sede       | Evento  | Risultato | Prestazione |
| ---- | --------------- | ---------- | ------- | --------- | ----------- |
| 1991 | Mondiali        | Perth      | Squadre | Bronzo    | 189.753     |
| 1992 | Giochi olimpici | Barcellona | Solo    | Bronzo    | 187.056     |
| 1992 | Giochi olimpici | Barcellona | Duo     | Bronzo    | 186.868     |
| 1994 | Mondiali        | Roma       | Solo    | Argento   | 187.306     |
| 1994 | Mondiali        | Roma       | Duo     | Argento   | 186.259     |
| 1994 | Mondiali        | Roma       | Squadre | Bronzo    | 183.215     |